# Octavian Buhociu
Octavian Buhociu (n. 20 octombrie 1919, Crăiești, județul Covurlui  (interbelic), azi județul Județul Galați - d. 11 septembrie 1978, Bochum, Germania) a fost un filozof al istoriei, etnograf și folclorist originar din România, care a trăit în Franța și Germania.

## Biografie
A urmat studii superioare la Universitatea din București, unde a fost licențiat în litere (1947) și filosofie (1948) cu teza, "Filosofia istoriei lui Titu Maiorescu".
S-a refugiat în Franța unde a continuat studiile la Sorbona (Paris), obținându-și doctoratul în anul 1958 cu tezele, Le folklore roumain de printemps  (Primăvara în folclorul românesc) și Filosofia Istoriei lui A. D. Xenopol. A fost secretar general al Centrului românesc de cercetări din Paris și redactor al buletinului editat de această prestigioasă instituție. A editat și condus revista de gândire, artă și literatură Semne apărută la Paris între 1960 și 1963 și a colaborat la numeroase reviste și ziare, printre care se pot menționa, Drum, Carpații, Vestitorii, Căminul, ... ș.a.m.d.
A fost profesor universitar de limba română la Facultatea Ruhr-ului din Bochum – Dortmund, din Germania, unde a predat folclor românesc, respectiv limba și literatura română.

## Scrieri
- Die rumänische Volkskultur und ihre Mythologie - Totenklage – Burschenbünde und Weihnachtslieder – Hirtenphänomen und Heldenlieder, Wiesbaden, 1974. ISBN 3-447-01596-9 ; ISBN 978-3-447-01596-7
- Folclorul de iarnă, zorile și poezia păstorească, 512 pagini, Editura Minerva, București, 1979,